# Uglione
Uglione é um bairro do distrito da sede, no município gaúcho de Santa Maria, Brasil. Localiza-se na região oeste da cidade.
O bairro Uglione possui uma área de 0,6978 km² que equivale a 0,57% do distrito da Sede que é de 121,84 km² e  0,0389% do municipio de Santa Maria que é de 1791,65 km².

## História
O bairro surge oficialmente no ano de 2006 com área subtraída do agora vizinho Urlândia. A área que compõe o Uglione, e fora subtraído do Urlândia, forma um triangulo, pois, os limites do bairros são a BR-287, a Avenida Hélvio Basso e a Rua Carlos Uhr.

## Limites
Limita-se com os bairros: Dom Antônio Reis, Duque de Caxias, Nossa Senhora Medianeira, Urlândia.
Descrição dos limites do bairro: A delimitação inicia no eixo da Rodovia BR-287, num ponto de projeção do eixo da Rua Carlos Uhr, segue-se a partir daí pela seguinte delimitação: eixo da Rua Carlos Uhr, no sentido nordeste; eixo da Avenida Hélvio Basso, no sentido sudeste; eixo da Rodovia BR-287, no sentido noroeste, até encontrar a projeção do eixo da Rua Carlos Uhr, início desta demarcação.

## Unidades residenciais
O bairro Uglione, pertencente ao distrito da Sede, é uma unidade de vizinhança que contém as seguintes unidades residenciais:
| # | Unidade residencial           | Localização                       | Limites | Obs.       |
| - | ----------------------------- | --------------------------------- | --- | ---------- |
| 1 | Parque Residencial São Carlos | 29° 42' 32.77" S 53° 49' 15.55" O | Nordeste desta unidade residencial que inicia num ponto da Rodovia BR-287 com o ponto de projeção da Rua Carlos Uhr, segue-se a partir daí pela seguinte delimitação: eixo da Rua Carlos Uhr, no sentido nordeste, até atingir uma distância aproximada de 400 metros; linha reta que parte deste ponto, no sentido sudeste, e atinge uma distância aproximada de 280 metros, passando pelo extremo nordeste da Rua “C” deste Loteamento; por outra linha reta, paralela a Rua Benjamin Desconzi da Vila São Pedro e conservando uma distância aproximada de 80 metros do fundo dos lotes que confrontam com esta referida rua da Vila São Pedro, até atingir a faixa de domínio da Rodovia BR-287; por esta faixa de domínio, no sentido noroeste, até a projeção do eixo da Rua Carlos Uhr, ponto inicial desta demarcação. | [ Obs. 1 ] |
| 2 | Uglione                       |                                   | Toda a área do perímetro do bairro Uglione sem denominação específica. |            |
| 3 | Vila Alegria                  | 29° 42' 44.14" S 53° 48' 50.69" O | A unidade residencial urbana que limita com a BR-392, Vila Goiânia e Arroio Cancela. | [ Obs. 2 ] |
| 4 | Vila Goiânia                  | 29° 42' 32.51" S 53° 48' 58.05" O | A unidade residencial urbana que limita com a Vila Alegria, BR-392, BR-287 e Arroio Cancela. | [ Obs. 3 ] |
| 5 | Vila São Pedro                | 29° 42' 26.48" S 53° 49' 07.08" O | A unidade residencial urbana que limita ao noroeste com a Rua Carlos Uhr; ao nordeste com o fundo dos lotes que confrontam a sudoeste com a Rua Júlio Nogueira e Arroio Cancela; ao sul, com o Arroio Cancela; ao sudoeste, com a Rua Benjamin Desconzi e fundo dos lotes que confrontam ao nordeste com uma rua sem denominação. | [ Obs. 4 ] |

1. ↑  O principal acesso se dá pela BR-392.
2. ↑  Os principais acessos se dão pela BR-287 e Avenida Hélvio Basso.
3. ↑  Os principais acessos são pela Avenida Hélvio Basso, e, pela BR-158.
4. ↑  O acesso principal se dá pela Rua Carlos Uhr.

## Demografia

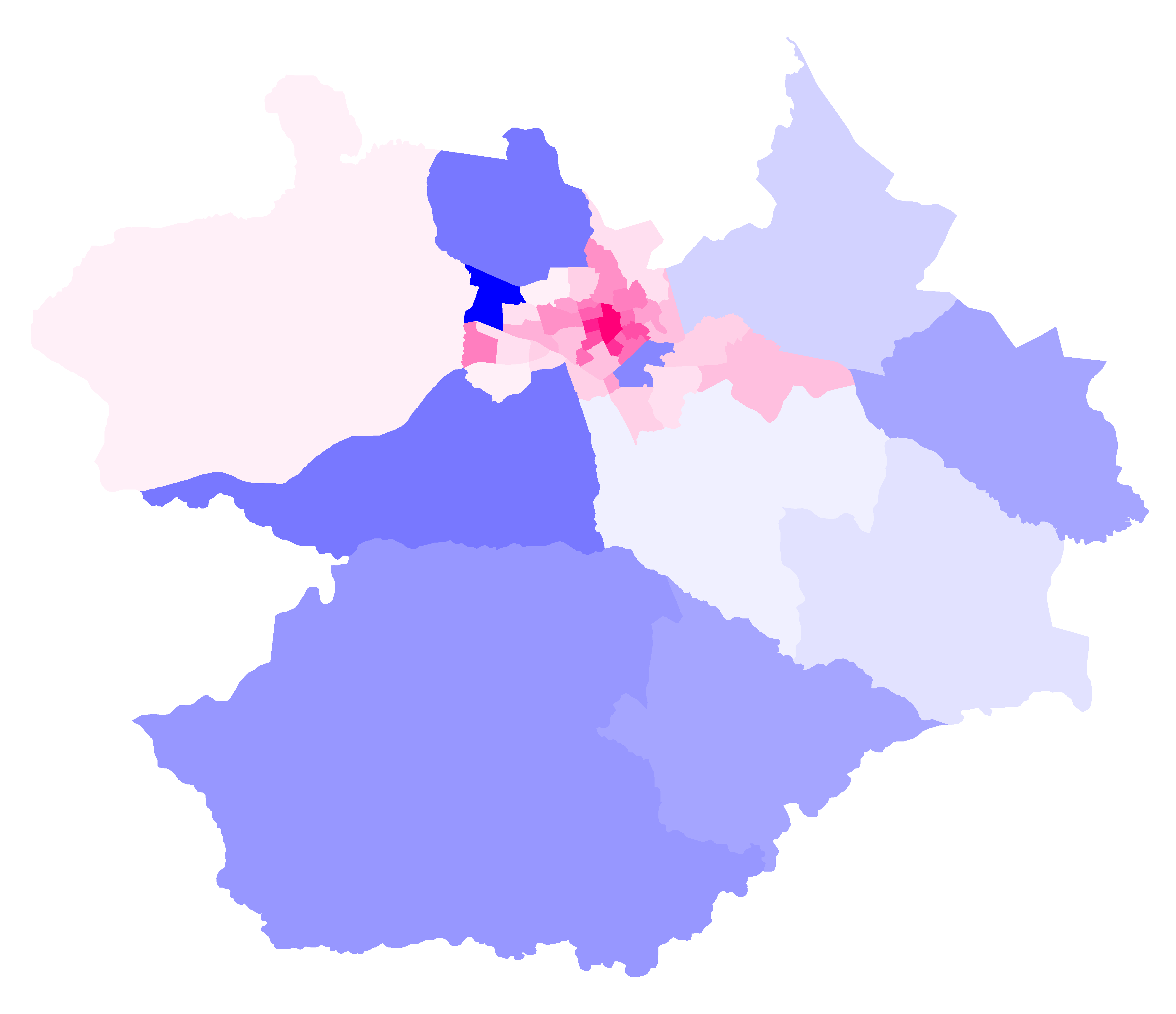
Mapa do município de Santa Maria com as divisões em bairros. Em escalas de azul os bairros com predominância masculina e em escalas de rosa os bairros com predominância feminina. Observa-se que quanto melhor a infraestrutura e o acesso a ela mais convidativo o bairro é para a população feminina. E, reciprocamente, podemos reconhecer os bairros com melhor infraestrutura observando onde a população feminina está concentrada.

Segundo o censo demográfico de 2010, Uglione é, dentre os 50 bairros oficiais de Santa Maria:
- Um dos 41 bairros do distrito da Sede.
- O 39º bairro mais populoso.
- O 44º bairro em extensão territorial.
- O 23º bairro mais povoado (população/área).
- O 40º bairro em percentual de população na terceira idade (com 60 anos ou mais).
- O 4º bairro em percentual de população na idade adulta (entre 18 e 59 anos).
- O 33º bairro em percentual de população na menoridade (com menos de 18 anos).
- Um dos 39 bairros com predominância de população feminina.
- Um dos 30 bairros que não contabilizaram moradores com 100 anos ou mais.

Distribuição populacional do bairro
1. Total: 1.808 (100%)
  1. Urbana: 1.808 (100%)
  2. Rural: 0 (0%)
2. Homens: 876 (48,45%)
  1. Urbana: 876 (100%)
  2. Rural: 0 (0%)
3. Mulheres: 932 (51,55%)
  1. Urbana: 932 (100%)
  2. Rural: 0 (0%)